# Іветт Ніколь Браун
Іветт Ніколь Браун (англ. Yvette Nicole Brown; нар. 12 серпня 1971, Іст-Клівлен, Огайо) — американська акторка, комік, письменниця та телеведуча. Зіграла роль Шерлі Беннетт у ситкомі NBC «Спільнота», Дані у версії «The Odd Couple» 2015 року на CBS та Діни Роуз у ситкомі ABC «The Mayor». Грала у гостьових ролях телевізійних шоу: «Дрейк і Джош», «That '70s Show», «Офіс», «Юристи Бостона», «Чак», «The Soul Man», «Матуся» та «Big Shot». У 2021 році номінована на прайм-тайм премію «Еммі» за роль у «A Black Lady Sketch Show». Лауреатка премій Gold Derby Awards (2010, 2012), Gracie Allen Awards (2011), Hollywood Reel Independent Film Festival (2016).
Окрім телебачення, зіграла ролі другого плану в таких фільмах, як «500 днів літа», «Грім у тропіках», «Різники», «Персі Джексон: Море чудовиськ» та «Месники: Завершення». Озвучила Гарпер у комп'ютерній грі «Minecraft: Story Mode», а також Кукі в «Pound Puppies», Луну в «Єлені з Авалора» (Elena of Avalor) і директора школи Аманду Воллер у «DC Super Hero Girls». Вона була ведучою косплей-серіалу Syfy «Cosplay Melee» і частою гостею в токшоу «Talking Dead», а також запрошеною співведучою токшоу «The View», «The Talk», «The Real».

## Раннє життя
Іветт Ніколь Браун народилася 12 серпня 1971 року в Іст-Клівленді, штат Огайо. Вона закінчила середню школу Warrensville Heights у 1989 році. Браун вивчала комунікації в Університеті Акрона та отримала ступінь бакалавра мистецтв у галузі комунікації в 1994 році. Під час навчання в Акроні її було обрано для посвячення в Omicron Delta Kappa, Національне товариство почесних лідерів. 2 травня 1993 року вона була посвячена в відділ Дельта Пі Альфа Каппа Альфа університету Акрона.
Після закінчення школи Браун відвідував курси акторської майстерності в Голлівуді, Лос-Анджелес.

## Кар'єра
Браун з'явився як «Іветт» у музичному відео «1-4-All-4-1» групи East Coast Family, проекту Майкла Бівінса, для Biv10 Records. Браун сказав про цей досвід: «Це був чудовий біг, але я думаю, що музика ніколи не була для мене».
Браун вперше з'явилася в рекламі, а через кілька років знялася в телевізійних шоу та фільмах. Відтоді вона зіграла ролі в таких телевізійних шоу, як «Війна вдома», «Подруги», «Малкольм посередині», «Це так Ворон», «Половина та половина» та американська версія «Офісу». У неї була неодноразова роль менеджера театру Хелен Дюбуа в ситкомі Nickelodeon «Дрейк і Джош». Френсіс Каллієр замінила Браун у ролі Хелен на один епізод. Браун повторила цю роль в епізоді 2 сезону Victorious під назвою «Helen Back Again». Вона озвучила Кукі на The Hub's Pound Puppies.
У 2009 році Браун почала зніматися в комедійному серіалі «Спільнота» в ролі Ширлі Беннетт. 30 вересня 2014 року Браун оголосила, що покине шоу після п'яти сезонів, щоб подбати про свого хворого батька. У своєму оголошенні вона сказала: «Мій тато потребує щоденного догляду, і я йому потрібна. Ідея бути у від'їзді по 16 годин на добу протягом п'яти місяців, я не могла цього зробити. Для мене це було важке рішення, але я мала вибрати мого тата».
Вона знялася в телевізійній рекламі Hamburger Helper, Big Lots, Pine-Sol, Comcast, Aquapod, Shout, Fiber One, Yoplait Yogurt, DiGiorno Pizza, Dairy Queen і Time Warner. Вона з'явилася в епізодах «Година захоплюючих пригод» як «Шукач неполадок» у серіалі «Спаркс Невада», «Маршалл на Марсі».
У 2012 році Браун з'явилася як знаменитість у програмі GSN The Pyramid разом зі своїм колегою по спільноті Денні Пуді.
У 2014 році повідомлялося, що Браун знову з'явиться в серіалі USA Network Benched. Невдовзі після її виходу зі спільноти, роль Браун Дені в ситкомі CBS «Дивна парочка» була переведена на регулярну роль. Вона була постійним гостем програми AMC Talking Dead. Вона веде косплей-серіал Syfy Cosplay Melee. Entertainment Weekly назвав її однією з 19 найкращих запрошених зірок на 7th Heaven.
У липні 2018 року Браун тимчасово замінила Кріса Хардвіка на посаді ведучого Talking Dead і працювала модератором панелей The Walking Dead і Fear the Walking Dead на Comic-Con у Сан-Дієго під час відсторонення Хардвіка.
Браун неодноразово виконувала роль судді Аніти Харпер у серіалі HBO A Black Lady Sketch Show, яка принесла їй номінацію на премію «Еммі» за найкращу запрошену актрису в комедійному серіалі. У 2019 році Браун написала незалежну романтичну комедію «Завжди подружка нареченої».
У 2023 році Браун озвучила KRS, робота-помічника та повторюваного персонажа у фільмі «Мій тато — мисливець за головами».

## Особисте життя
У 2009 році Браун була включена до залу слави середньої школи Уорренсвілль Хайтс. Браун працювала у Національній раді SAG-AFTRA 2019—2021.
У 2023 році вона заручилася з актором Ентоні Девісом.

## Політика
Браун підтримував Елізабет Воррен і виступав за неї на праймеріз Демократичної партії у 2020 році.
Під час загальних виборів 2020 року Браун разом із кількома колегами зі спільноти зняли агітаційне відео на підтримку Джо Байдена під назвою «Люди за Байдена».
У 2022 році Браун працювала з VoteRiders над кампанією, щоб допомогти ознайомити людей з місцевими вимогами до ідентифікаційних номерів виборців, щоб виборці, які мають право голосу, не були відхилені на дільницях.